# Toussaint Fouda
Toussaint Fouda (nascido em 1 de novembro de 1958) é um ex-ciclista olímpico camaronês. Fouda representou o seu país durante os Jogos Olímpicos de Verão de 1980, em Moscou.